# Transvestitizam
Transvestitizam, transvestizam ili cross-dressing (lat. trans: preko, s onu stranu + vestire: obući, odjenuti), praksa preodijevanja i ponašanja u stilu ili na način tradicionalno povezan sa suprotnim spolom ili rodom.
Medicina je nekoč klasificirala izraženu i dugotrajnu potrebu za oblačenjem u odjeću suprotnog spola ili roda kao mentalni poremećaj - danas se na to gleda kao osobni modni izraz pojedinca koji ne ukazuje odmah na želju za promjenom spola ili rodnog identiteta. 

## Povijest
Skovan najkasnije do 1910-ih, ovaj fenomen nije nov. O njemu se pisalo u hebrejskoj Bibliji. Riječ je doživjela nekoliko promjena značenja otkako je prvi put skovana pa se i dandanas rabi s raznim značenjima. Prema nekim izvorima termin transvestit danas se smatra zastarjelim i derogatornim.

### Porijeklo termina
Magnus Hirschfeld skovao je riječ transvestitizam da bi označio spolno zanimanje za preodijevanje. Rabio ju je za opis osoba koje su obično i dobrovoljno nosile odjeću suprotnog spola. Hirschfeldove grupe transvestita činili su kako muškarci tako i žene, s heteroseksualnom, homoseksualnom, biseksualnom i aseksualnom orijentacijom.

## Medicinska klasifikacija
U Međunarodnoj klasifikaciji bolesti nalazimo takva stanja svrstanima u grupu "Poremećaji ličnosti i poremećaji ponašanja odraslih" (šifre F60 - F69). 
Prvog od njih nalazimo pod šifrom F64.1; Svjetska zdravstvena organizacija u verziji Međunarodne klasifikacije bolesti iz 2010. godine definira transvestitizam kao "nošenje odjeće suprotnog spola kao dio egzistencije pojedinca u svrhu uživanja u privremenom iskustvu pripadnosti suprotnom spolu, ali bez želje za trajijom promjenom spola ili povezanim kirurškim zahvatima, i bez seksualnog uzbuđenja koje bi pratilo takvo oblačenje". 
Fetišistički transvestitizam Svjetska zdravstvena organizacija klasificira pod šifrom F65.1: "Fetišistički trasvestitizam razlikujemo od transseksualnog transvestitizma po jasnoj vezi sa seksualnim uzbuđenjem i snažnom potrebom da se ukloni odjeća nakon što se postigne orgazam i seksualno uzbuđenje opadne."

## Galerija slika
- Baron von Teschenberg, njemački transvestit, jedan od osnivača Znanstveno-humanitarnog komiteta
- sedam muškaraca u kabaretskoj družini u Miami Beachu 1972.; dvojica su glumila žene, a trojica transvestite
- fotografija femminiella iz 19. stoljeća, drevna kultura preodijevanja u Napulju u Italiji
- fotografija Álvara Echavarríje ("El excluido") iz Cúcute u Kolumbiji, 1927.

## Više informacija
- surod
- drag
- I Am My Own Wife
- transrodnost
- transseksualizam
- travesti (kazalište)

## Vanjske poveznice
- Što je transvestitizam? – transpartners.co.uk